# Нитехвостые угри
Нитехвостые угри, или немихтиевые (лат. Nemichthyidae), — семейство морских лучепёрых рыб из отряда угреобразных.

## Внешний вид и строение
Тело нитехвостых угрей чрезвычайно длинное и тонкое, с вытянутой головой. Несмыкающиеся верхняя и нижняя челюсти (за исключением полностью зрелых самцов) напоминают клюв птицы; верхняя челюсть более длинная, чем нижняя. Грудной плавник имеется, спинной и анальный плавники сливаются с хвостовым. Глаз большой. Предкрышечная кость отсутствует, лобные кости только частично срастаются у некоторых видов. Боковая линия полная. Анальное отверстие лежит на небольшом расстоянии за грудным плавником или под ним. Некоторые виды имеют хвостовую нить.
Длина тела нитехвостого угря Nemichthys scolopaceus, обитающего в Средиземном море и Атлантическом океане, достигает 150 см и более, хвостовая часть вытянута в длинную нить, при этом высота тела этого угря не более 2 см, что делает его, вероятно, самой тонкой рыбой в мире. У другого представителя семейства — клюворотки Avocettina infans, тело  лентовидно сжато с боков, достигает длины 1 метра, а хвостовая часть не столь сильно вытянута в длину.

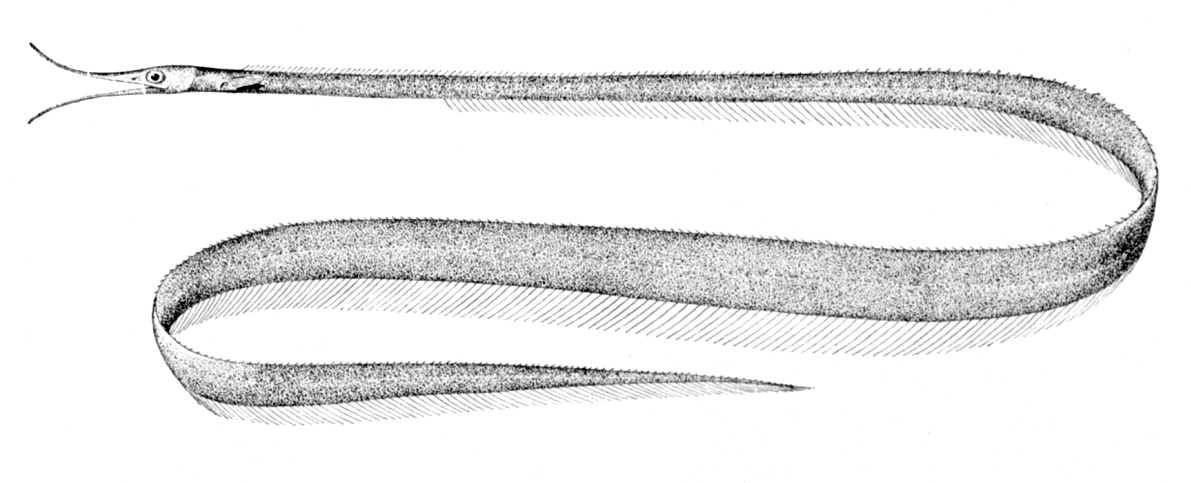
Угорь-клюворотка (Avocettina infans)

## Развитие
Как и другие угреобразные, нитехвостые угри проходят в развитии стадию лептоцефала. В период после метаморфоза и до наступления половой зрелости, они обладают длинными тонкими челюстями, усаженными чрезвычайно мелкими частыми зубами. Однако, созревшие самцы теряют зубы и челюсти, резко изменяя свой внешний облик (из-за чего их даже нередко выделяли в особые роды и виды). Предположительно, аналогичное превращение может происходить и с самками. Эти изменения внешности, совпадающие с половым созреванием, позволяют думать, что нитехвостые угри гибнут сразу же после нереста. Продолжительность их жизни достигает 10 лет и более.

## Распространение
Распространены в океане повсеместно, глубоководные. Нитехвостый угорь обычно держится на глубинах до 500 метров, клюворотка встречается на глубинах до 2000 метров и глубже. Однако, в Средиземном море, нитехвостого угря неоднократно ловили у поверхности, но только в зимний период, когда температура поверхностных слоёв воды понижается до 13—15 °С и ниже. Клюворотки также встречались у поверхности в районах холодных морских течений.

## Образ жизни
При наблюдении из подводных аппаратов нитехвостые угри замечались неподвижно зависшими в толще воды. Вероятно, таким образом они подкарауливают своих жертв — эвфаузиид и креветок саргистид, хватая их, когда те зацепятся антеннами за щетку челюстных зубов угря.

## Классификация
В составе семейства выделяют три рода с 9 видами:
- Род Avocettina — Клюворотки (4 вида)
- Род Labichthys — Лабихтисы (2 вида)
- Род Nemichthys — Нитехвостые угри (род) (3 вида)